# Митрополијски округ
Митрополијски округ (рус. митрополичий округ) црквена је област унутар Руске православне цркве која се налази под канонском управом митрополита и синода.

## Историја
Патријарх московски Алексије Други је још 1. априла 2003. својом посланицом упутио предлог архијерејима и православним парохијама руске традиције у западној Европи да формирају јединствени „митрополијски округ“ под привременим руководством митрополита сурошког Антонија (Блума). Његово оснивање и даље је отворено питање.
Одлуком Светог синода Руске православне цркве од 7. маја 2003. основан је митрополијски округ са сједиштем у Астани који је у свом саставу имао три казахстанске епархије: Астанајску, Уралску и Чимкентску. На челу се налазио митрополит астанајски и алмаатински. Основан је у циљу координације вјерско-просвјетитељског, издавачког, социјалног и сваког другог друштвено значајног рада епархија Руске православне цркве у Републици Казахстан. Садашњи назив „Митрополијски округ у Републици Казахстан“ прописан је одлуком Светог синода од 26. јула 2010, а митрополит је добио титулу „астанајски и казахстански“. Истовремено су одобрени митрополијски Устав и Унутрашња уредба, уз накнадну потврду Архијерејског сабора.
Средњоазијски митрополијски округ је основан одлуком Светог синода од 27. јула 2011. У његовом саставу се налазе три епархије (Бишкешка, Душанбинска и Ташкентска) и Патријаршијско намјесништво парохија у Туркменистану.
Данашњим Уставом Руске православне цркве (2013) прописано је да се епархије Руске православне цркве могу удруживати у митрополијске округе.

## Устројство
На челу митрополијског округа се налази митрополит (рус. митрополит, глава митрополичьего округа) који је и епархијски архијереј. Стални је члан Светог синода Руске православне цркве.
Основни црквеноправни акт митрополијског округа је устав.
Свети синод Руске православне цркве може одлучивати о оснивању или укидању митрополијског округа, али коначну одлуку доноси Архијерејски сабор Руске православне цркве. Свети синод бира и поставља епархијске и викарне архијереје митрополијског округа.
Синод митрополијског округа је управна власт. Синодски чланови су епархијски и викарни архијереји. Синодом предсједава митрополит.
Највиша судска власт за митрополијски округ су Високи општецрквени суд и Архијерејски сабор Руске православне цркве.